# Serie de colección 15 auténticos éxitos (álbum de Ray Conniff)
Serie de colección 15 auténticos éxitos es un álbum recopilatorio del orquestista estadounidense Ray Conniff publicado en 1983 bajo el sello discográfico de CBS Internacional. Forma parte de la lista de  los 100 discos que debes tener antes del fin del mundo, publicada en 2012 por Sony Music.

## Lista de canciones
1. El continental
2. El mar (Beyond the sea)
3. Brasil
4. La pobre gente de París
5. Frenesí
6. La manera como luces esta noche (The way you look tonight)
7. Tres monedas en la fuente (Three coins in the fountain )
8. Extraño en el paraíso
9. Patricia es Patricia
10. Solo tu (Only you)
11. Te llevo dentro de mi
12. Jornada sentimental
13. Tema de Nadia
14. Aquellos ojos verdes
15. Bésame mucho

- NOTA: El tracklist está acorde a la reedición del álbum en 2012 por Sony Music.

- Datos: Q25412027